# Scottish Cup 2013-2014
La Scottish Cup 2013-2014 è stata la 129ª edizione del torneo. La competizione è iniziata il 14 settembre 2013 ed è terminata il 17 maggio 2014. Il trofeo è stato vinto dal St. Johnstone, per la prima volta nella propria storia, che ha superato in finale il Dundee Utd.

## Formula del torneo
| Turno                | Numero di incontri | Squadre | Entrano a questo turno |
| -------------------- | ------------------ | ------- | --- |
| Primo turno          | 18 + 2             | 82 → 64 | 15 squadre della Highland Football League 5 squadre della East of Scotland Football League 3 squadre della South of Scotland Football League 7 squadre della Lowland Football League 3 squadre della Scottish Junior Football Association 3 squadre delle serie inferiori |
| Secondo turno        | 16 + 6             | 64 → 48 | 10 squadre della Scottish League Two 1ª-2ª classificata della Highland Football League Campione della South of Scotland Football League Campione della East of Scotland Football League                                                                                   |
| Terzo turno          | 16 + 3             | 48 → 32 | 6 squadre della Scottish Championship 10 squadre della Scottish League One |
| Sedicesimi di finale | 16 + 4             | 32 → 16 | 12 squadre della Scottish Premiership 4 squadre della Scottish Championship |
| Ottavi di finale     | 8 + 1              | 16 → 8  | – |
| Quarti di finale     | 4 + 1              | 8 → 4   | – |
| Semifinali           | 2                  | 4 → 2   | – |
| Finale               | 1                  | 2 → 1   | – |

## Primo turno
| Squadra 1            | Risultato | Squadra 2               |
| -------------------- | --------- | ----------------------- |
| 14 settembre 2013    |           |                         |
| Edinburgh University | 0 – 2     | Spartans                |
| Threave Rovers       | 3 – 0     | Rothes                  |
| Golspie Sutherland   | 0 – 4     | Edinburgh               |
| Huntly               | 3 – 4     | Preston Athletic        |
| Coldstream           | 0 – 6     | Wick Academy            |
| Girvan               | 1 – 5     | Auchinleck Talbot       |
| Selkirk              | 1 – 3     | Turriff Utd             |
| Fort William         | 0 – 0     | Newton Stewart          |
| Forres Mechanics     | 4 – 5     | Keith                   |
| Fraserburgh          | 4 – 0     | Civil Service Strollers |
| Gala Fairydean       | 3 – 1     | Glasgow University      |
| Wigtown & Bladnoch   | 3 – 4     | Buckie Thistle          |
| Brora Rangers        | 1 – 0     | Vale of Leithen         |
| Deveronvale          | 5 – 0     | Clachnacuddin           |
| Inverurie Loco Works | 3 – 0     | Burntisland Shipyard    |
| Hawick Royal Albert  | 0 – 1     | St. Cuthbert Wanderers  |
| Lossiemouth          | 0 – 0     | Culter                  |
| Linlithgow Rose      | 2 – 0     | Nairn County            |

### Replay
| Squadra 1         | Risultato | Squadra 2    |
| ----------------- | --------- | ------------ |
| 21 settembre 2013 |           |              |
| Culter            | 3 – 1     | Lossiemouth  |
| Newton Stewart    | 3 – 1     | Fort William |

## Secondo turno
| Squadra 1          | Risultato | Squadra 2              |
| ------------------ | --------- | ---------------------- |
| 5 ottobre 2013     |           |                        |
| Albion Rovers      | 1 – 0     | Spartans               |
| Auchinleck Talbot  | 4 – 0     | St. Cuthbert Wanderers |
| Berwick Rangers    | 2 – 1     | Peterhead              |
| Brora Rangers      | 1 – 1     | Cove Rangers           |
| Buckie Thistle     | 0 – 0     | Annan Athletic         |
| Dalbeattie Star    | 0 – 1     | Montrose               |
| Deveronvale        | 2 – 2     | Linlithgow Rose        |
| Edinburgh          | 4 – 4     | Fraserburgh            |
| Formartine Utd     | 0 – 2     | Inverurie Loco Works   |
| Newton Stewart     | 0 – 6     | Culter                 |
| Gala Fairydean     | 0 – 3     | Clyde                  |
| Keith              | 0 – 4     | Elgin City             |
| Queen's Park       | 2 – 2     | Preston Athletic       |
| Stirling Albion    | 2 – 2     | Whitehill Welfare      |
| Turriff Utd        | 4 – 2     | Wick Academy           |
| 6 ottobre 2013     |           |                        |
| East Stirlingshire | 6 – 0     | Threave Rovers         |

### Replay
| Squadra 1         | Risultato | Squadra 2       |
| ----------------- | --------- | --------------- |
| 12 ottobre 2013   |           |                 |
| Cove Rangers      | 0 – 3     | Brora Rangers   |
| Fraserburgh       | 2 – 0     | Edinburgh       |
| Linlithgow Rose   | 1 – 3     | Deveronvale     |
| Preston Athletic  | 1 – 2     | Queen's Park    |
| Whitehill Welfare | 1 – 2     | Stirling Albion |
| 19 ottobre 2013   |           |                 |
| Annan Athletic    | 4 – 0     | Buckie Thistle  |

## Terzo turno
| Squadra 1          | Risultato | Squadra 2            |
| ------------------ | --------- | -------------------- |
| 1º novembre 2013   |           |                      |
| Rangers            | 3 – 0     | Airdrieonians        |
| 2 novembre 2013    |           |                      |
| Culter             | 1 – 1     | Berwick Rangers      |
| Forfar Athletic    | 2 – 1     | East Fife            |
| Elgin City         | 3 – 5     | Dunfermline          |
| Stranraer          | 2 – 2     | Auchinleck Talbot    |
| Alloa Athletic     | 3 – 0     | Inverurie Loco Works |
| Ayr Utd            | 3 – 2     | Queen's Park         |
| Dumbarton          | 2 – 1     | Cowdenbeath          |
| Arbroath           | 0 – 2     | Brechin City         |
| Stenhousemuir      | 2 – 2     | Annan Athletic       |
| Fraserburgh        | 2 – 1     | Montrose             |
| Turriff Utd        | 0 – 3     | Stirling Albion      |
| Albion Rovers      | 1 – 0     | Deveronvale          |
| Clyde              | 2 – 1     | Brora Rangers        |
| Queen of the South | 1 – 0     | Hamilton Academical  |
| 3 novembre 2013    |           |                      |
| East Stirlingshire | 0 – 2     | Raith Rovers         |

### Replay
| Squadra 1         | Risultato   | Squadra 2     |
| ----------------- | ----------- | ------------- |
| 9 novembre 2013   |             |               |
| Auchinleck Talbot | 2 – 3       | Stranraer     |
| Berwick Rangers   | 3 – 1       | Culter        |
| 12 novembre 2013  |             |               |
| Annan Athletic    | 2 – 4 (dts) | Stenhousemuir |

## Sedicesimi di finale
| Squadra 1          | Risultato | Squadra 2       |
| ------------------ | --------- | --------------- |
| 29 novembre 2013   |           |                 |
| Dundee Utd         | 5 – 2     | Kilmarnock      |
| 30 novembre 2013   |           |                 |
| Falkirk            | 0 – 2     | Rangers         |
| Albion Rovers      | 1 – 0     | Motherwell      |
| Berwick Rangers    | 1 – 3     | Dumbarton       |
| Clyde              | 1 – 1     | Stranraer       |
| Queen of the South | 2 – 2     | St. Mirren      |
| Stenhousemuir      | 3 – 0     | Fraserburgh     |
| Brechin City       | 1 – 1     | Forfar Athletic |
| Alloa Athletic     | 3 – 2     | Stirling Albion |
| Ross County        | 0 – 1     | Hibernian       |
| Dundee             | 0 – 1     | Raith Rovers    |
| St. Johnstone      | 2 – 0     | Livingston      |
| Ayr Utd            | 1 – 1     | Dunfermline     |
| Inverness          | 4 – 0     | Greenock Morton |
| 1º dicembre 2013   |           |                 |
| Partick Thistle    | 0 – 1     | Aberdeen        |
| Hearts             | 0 – 7     | Celtic          |

### Replay
| Squadra 1        | Risultato       | Squadra 2          |
| ---------------- | --------------- | ------------------ |
| 4 dicembre 2013  |                 |                    |
| Dunfermline      | 1 – 0           | Ayr Utd            |
| 10 dicembre 2013 |                 |                    |
| Stranraer        | 4 – 1           | Clyde              |
| St. Mirren       | 3 – 0           | Queen of the South |
| Forfar Athletic  | 3 – 3 (4-3 dcr) | Brechin City       |

## Ottavi di finale
| Squadra 1       | Risultato | Squadra 2     |
| --------------- | --------- | ------------- |
| 7 febbraio 2014 |           |               |
| Rangers         | 4 – 0     | Dunfermline   |
| 8 febbraio 2014 |           |               |
| Celtic          | 1 – 2     | Aberdeen      |
| Alloa Athletic  | 0 – 1     | Dumbarton     |
| Stranraer       | 2 – 2     | Inverness     |
| Hibernian       | 2 – 3     | Raith Rovers  |
| Albion Rovers   | 2 – 0     | Stenhousemuir |
| Forfar Athletic | 0 – 4     | St. Johnstone |
| 9 febbraio 2014 |           |               |
| Dundee Utd      | 2 – 1     | St. Mirren    |

### Replay
| Squadra 1        | Risultato | Squadra 2 |
| ---------------- | --------- | --------- |
| 18 febbraio 2014 |           |           |
| Inverness        | 2 – 0     | Stranraer |

## Quarti di finale
| Squadra 1    | Risultato | Squadra 2     |
| ------------ | --------- | ------------- |
| 8 marzo 2014 |           |               |
| Raith Rovers | 1 – 3     | St. Johnstone |
| Aberdeen     | 1 – 0     | Dumbarton     |
| 9 marzo 2014 |           |               |
| Inverness    | 0 – 5     | Dundee Utd    |
| Rangers      | 1 – 1     | Albion Rovers |

### Replay
| Squadra 1     | Risultato | Squadra 2 |
| ------------- | --------- | --------- |
| 17 marzo 2014 |           |           |
| Albion Rovers | 0 – 2     | Rangers   |

## Semifinali
Le semifinali si disputano entrambe all'Ibrox Stadium di Glasgow. A differenza dei turni precedenti non è previsto il replay, ma si procede subito con tempi supplementari ed eventuali calci di rigore.
| Squadra 1      | Risultato | Squadra 2  |
| -------------- | --------- | ---------- |
| 12 aprile 2014 |           |            |
| Rangers        | 1 – 3     | Dundee Utd |
| 13 aprile 2014 |           |            |
| St. Johnstone  | 2 – 1     | Aberdeen   |

## Finale
| Arbitro: | Craig Thomson |

|                          |           |  |
| Anderson 45’ MacLean 84’ | Marcatori |  |